# Gulden Boek
Het Gulden Boek, ingesteld door de Nederlandse stad Groningen, is een boek waarin de namen worden ingeschreven van personen die zich voor de Groninger samenleving verdienstelijk hebben gemaakt. De inschrijving geldt als verlening van het ereburgerschap van de stad.
Het Gulden Boek werd ingesteld op 29 januari 1940, ter gelegenheid van het 900-jarig bestaan van Groningen. Het zou echter tot 1945 duren voordat de eerste namen werden ingeschreven: die van twintig tijdens de Tweede Wereldoorlog gesneuvelde Stadjers. Het boek is van wit perkament en op de openingspagina staart een gecaligrafeerd gedicht van Bernhard Alting.
.Die luyden die in dese gewesten kennisse

dragen van saken der voorgeleden

tijden.....sullen ontwijfelijck sich con-

formeren met de oude Groningers. Met

die oude Groningers, die Groningen

tot sulcken staet gebracht, in sulcken

staet naegelaten hebben, dat de nae-

komelingen haer des te bedancken

hebben.

Bernhard Alting, Pilaren ende Peerlen

van Groningen (1647)
Het boek opent met een tekening van de stad vanuit het zuiden gezien zoals men de vesting in de 18e eeuw aantrof.
- Keizer Hendrik III, die in 1040 een stuk grond met de naam "Villa Cruoninga" schonk aan het Bisdom Utrecht, opent de lijst van namen.

Later werden in het Gulden Boek de namen opgenomen van de twintig in 1940 gesneuvelde soldaten uit de stad Groningen.
Gestorven voor het Vaderland in de maand mei van het jaar 1940
Daarop volgen de namen van de ereburgers van Groningen, waaronder:

- Hans Alders, commissaris van de Koningin in de provincie Groningen (2007);
- Hens Buiter-van Schooten, burgemeestersvrouw (1985);[noot 2]
- Pieter Willem Jacob Henri Cort van der Linden, burgemeester van Groningen voor, tijdens en na de Tweede Wereldoorlog (1951);
- Major-General Albert Bruce Matthews, onder wiens leiding de Canadezen in april 1945 onder hevige gevechten de stad Groningen hebben bevrijd (1945);
- Hans Matthijsse, fractievoorzitter van het CDA (2002);
- Fré Meis, oud-raadslid voor de CPN (1978);
- Henk Pijlman, gemeenteraadslid, D66-fractievoorzitter en wethouder in Groningen, bestuurder bij de Hanzehogeschool Groningen (2020);[1]
- Eltjo Rugge, die 45 jaar raadslid en 20 jaar wethouder van volkshuisvesting was (1946);
- Annie Tak, voor haar inzet voor de belangen van “haar” Oosterparkwijk en de wijkbewoners (2004);
- Jacques Wallage, burgemeester van Groningen (2009);
- Evert Yspeert, fractievoorzitter van de CHU (2000).

Het boek is dichtgeslagen tentoongesteld in de een vitrine in de voormalige raadszaal in het Stadhuis van Groningen. De inhoud werd in 2010 digitaal toegankelijk gemaakt.

Ook andere Nederlandse gemeenten kennen een Gulden Boek voor mensen die zich bijzonder verdienstelijk hebben gemaakt voor hun gemeente, al dan niet gekoppeld aan het ereburgerschap. Dit geldt onder meer voor de gemeenten Hilversum en Deventer.